# Staufen im Breisgau
Staufen im Breisgau település Németországban, azon belül Baden-Württembergben. Lakosainak száma 8553 fő (2023. december 31.).

## Történelme
770-ben említi először Staufen falut a Lorschi füveskönyv. A várost 1300 körül alapítják. 1487-ben megkezdődik az új városi templom építése. 1546-ban megépítik a városházát.1632-ben lerombolják Staufen várát a 30 éves háborúban. 1805-ben a Badeni nagyhercehség birtokába kerül. 1894-ben megnyitják a vasutat. 1945-ben bombázzák Staufent. 1963-ban kialakul a testvérvárosi kapcsolat Bonneville-lel. 1971-ben és 1973-ban hozzácsatolják Wettelbrunn és Grunern falvakat. 1994-ben kialakul a testvérvárosi kapcsolat Kazimierz Dolny-val. 2007-ben elvégeznek egy sikertelen geotermikus fúrást, amelytől szétrepedez az óváros házainak nagy része.

## Népesség
A település népessége az elmúlt években az alábbi módon változott:
| Lakosok száma | 4285 | 4955 | 6662 | 7177 | 6603 | 7224 | 7404 | 7799 | 7596 | 8553 |
|               | 1961 | 1967 | 1974 | 1980 | 1987 | 1993 | 2000 | 2006 | 2013 | 2023 |